# Poale Zion

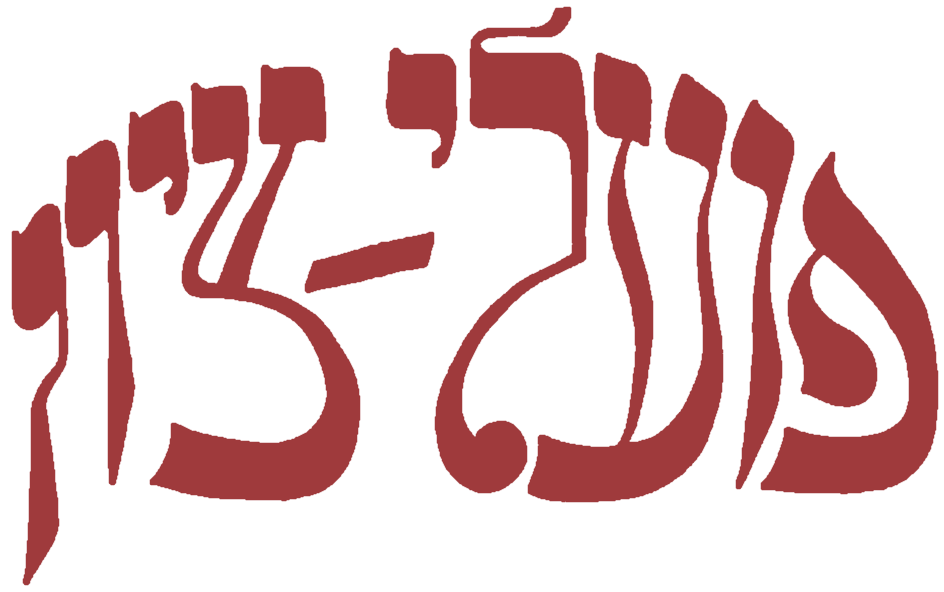
Logo der Poʿalei Zion vom Anfang 20. Jahrhunderts

Poʿale Zion oder Poʿalei Tzion (hebräisch פּוֹעֳלֵי צִיּוֹן Poʿalej Zijjōn, deutsch ‚Arbeiter Zions‘) war eine wichtige zionistisch-sozialistische Bewegung in Europa, Palästina und Nord- und Südamerika seit 1901.

## Geschichte

### Anfänge
Nachdem sich 1901 der Allgemeine Jüdische Arbeiterbund (Bund) gegen den Zionismus ausgesprochen hatte, gründeten sich zuerst in Jekaterinoslaw, dann in Warschau, Vilnius, Witebsk, Odessa und anderen Städten in Russland zionistische Zirkel von Arbeitern und Intellektuellen. Es folgten Organisationen in den Vereinigten Staaten (1903); Palästina, Österreich-Ungarn 1903, Kanada, Großbritannien, Argentinien (1904–1907) und Bulgarien (1910). In Deutschland wurde die Organisation erst 1918 gegründet. Organ der deutschen Poʿalei Zion war seit 1921 die Jüdische Arbeiterstimme, die 1924 von der Zeitschrift Neuer Weg abgelöst wurde.
Im Dezember 1905 wurden auf einem Kongress die Ziele der Bewegung formuliert. Wichtigster Initiator war Ber Borochov. 1906 wurde in Poltawa die Jüdische Sozialdemokratische Arbeiterpartei für Russland gegründet.

### International
Der erste Weltkongress der Poʿalei Zion fand im August 1907 in Den Haag statt, weitere folgten in Krakau (1909), Wien (1911 und 1920) und Stockholm (1919). Die Poʿalei Zion gründeten auch Organisationen wie HaSchomer und war im Ersten Weltkrieg an der Rekrutierung von Mitgliedern für die Jüdische Legion maßgeblich beteiligt. Auf dem fünften Weltkongress in Wien 1920 spalteten sich die Poʿalei Zion, weil Uneinigkeiten bezüglich Zionismus, Aktivitäten in Palästina und des Beitritts zur Kommunistischen Internationale bestanden.

### Palästina

Entwicklung der linken Parteien in Palästina bis 1948

In Palästina wurden von der Poʿalei Zion erste Kibbuzim gegründet und aus den Arbeitsämtern, Küchen und Gesundheitsleistungen für ihre Mitglieder gingen später die staatlichen Einrichtungen Israels hervor.
Nach dem Ersten Weltkrieg spalteten sich die Poʿalei Zion in Palästina 1919 in einen linken Flügel, der der Kommunistischen Internationale zuneigte, und einen rechten Flügel, der sich der Zionistischen Weltorganisation anschloss. Die Mitglieder des rechten Flügels sprachen bevorzugt Hebräisch, während dem linken Flügel viele Neuankömmlinge aus Osteuropa angehörten, die eher Jiddisch sprachen. 
Der rechte Flügel wurde von David Ben-Gurion geführt und bildete die Partei Achdut haʿAvoda („Einigung der Arbeit“). Diese ging 1930 in der Mapai auf, die wiederum Vorläuferin der bis heute existierenden israelischen Arbeitspartei Avoda war. Der linke Flügel bildete hingegen zunächst die Sozialistische Arbeiterpartei (Mops), aus der 1923 die Kommunistische Partei Palästinas hervorging. Ein anderer Teil bestand daneben als Poʿalei Zion-Linke fort, bis diese 1946 mit der Achdut haʿAvoda-Bewegung (1944 von Mapai abgespalten) fusionierte und schließlich 1948 in der linkssozialistischen Mapam aufging.

### Österreich
Die Wiener Poʿalei Zion gründeten sich 1904. Gegen Ende des Ersten Weltkriegs war die Gruppe am sogenannten Jännerstreiks 1918 und der darauffolgenden Rätebewegung beteiligt. Bei Wahlen zu den Arbeiterräten war die Partei insbesondere im Bezirk Leopoldstadt relativ erfolgreich und konnte einige Bezirksarbeiterräte entsenden. Anfang der 1920er verfügten die Wiener Poʿalei Zion mit einem Jüdischen Arbeiterheim, einer Jüdischen Volksbühne, einer Arbeiterküche und einigen weiteren kulturellen und sozialen Institutionen über eine beachtliche Infrastruktur. Im Zuge der Spaltung der Poʿalei Zion auf dem fünften Kongress des Weltverbands 1920 trennte sich auch die Wiener Ortsgruppe zum ersten Mal in einen rechten und linken Flügel. Letzterer spaltete sich 1922 an der Frage, unter welchen Bedingungen man zur Kommunistischen Internationale beitreten würde, erneut. Er verlor sich kurz danach in der Bedeutungslosigkeit, während der „rechte“ Flügel an der Seite der Sozialdemokratie bis zum Austrofaschismus aktiv blieb.

## Mitglieder

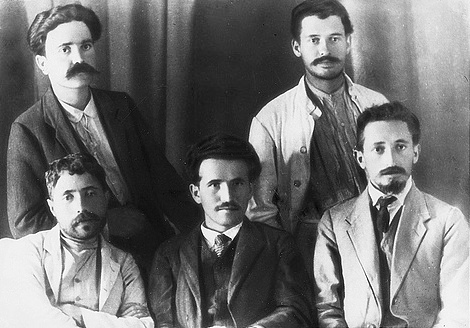
Redaktionsversammlung der Zeitung HaʾAchdut, 1910. Von rechts nach links: Jizchaq Ben Zvi, David Ben-Gurion, Josef Chaim Brenner (vordere Reihe), Aharon Reʾuveni, Jaʿaqow Zerubavel im Hintergrund stehend.

Persönlichkeiten und Mitglieder der ינאית  Zion waren neben Borochov und Ben Gurion unter anderem Jizchaq Ben Zvi, seine Frau Rachel Jannaʾit, Jizchaq Tebenkin, Salman Schasar, Lew Sacharowitsch Mechlis, Schlomo Kaplansky, Felix Fechenbach oder Fritz Sternberg. In der Sowjetunion wurden die Poʿalei  Zion durch die Bolschewiki 1920 verboten.

## Notizen
1. ↑  Mario Memoli: „… unser Los ist mit dem des internationalen Proletariats aufs engste verknüpft!“. Die Poale Zion in der österreichischen Rätebewegung. In: Anna Leder, Mario Memoli, Andreas Pavlić (Hrsg.): Die Rätebewegung in Österreich. Von sozialer Notwehr zur konkreten Utopie. 1.  Auflage. Mandelbaum, Wien 2019, ISBN 978-3-85476-680-3, S. 145–165.
2. ↑  Steve Jourdin, préface de Élie Barnavi: Israël : autopsie d'une gauche (1905–1995). In: Jean-Luc Veyssy (Hrsg.): Collection « Documents ». Éditions le bord de l’eau, Lormont (Gironde) 2021, ISBN 978-2-35687-802-1 (das Foto ist das Titelbild des Buches; Angaben zum Bild gemäß dem Fotonachweis).
3. ↑  Eine Buchveröffentlichung des Verf. Widersprüchliche Strategien jüdischer Emanzipation. Die Arbeiterorganisation „Poale Zion“ im Spannungsfeld von Zionismus und Sozialismus 1907–1934 (Arbeitstitel; zuerst Magisterarbeit, Matrikelnummer 1834611) ist angekündigt.